# Câmpineanca, Vrancea
Câmpineanca este satul de reședință al comunei cu același nume din județul Vrancea, Muntenia, România.